# Assif El Mal
Assif El Mal (franska: Assif El Mal (CR), Assif El Mal (Commune Rurale), arabiska: اداسيل) är en kommun i Marocko.   Den ligger i provinsen Chichaoua och regionen Marrakech-Safi, i den centrala delen av landet, 300 km söder om huvudstaden Rabat. Antalet invånare är 6 711.